# جی شینپنگ
جی شینپنگ (انگلیسی: Ji Xinpeng؛ زادهٔ ۳۰ دسامبر ۱۹۷۷) بدمینتون‌باز اهل چین است.